# Pavel Panov
Pavel Georgiev Panov (bolgár cirill betűkkel: Павел Гeopгиeв Панов; Szófia, 1950. szeptember 16. – Szófia, 2018. február 18.) bolgár válogatott labdarúgó.

## Pályafutása

### Klubcsapatban
Pályafutását a Szeptemvri Szofija csapatában kezdte 1963-ban, ahol 1968-ig játszott, következő csapata a Szpartak Szofija volt, de itt mindössze csak egy szezont töltött. 1969-ben a Levszki Szofijaba igazolt, ahol tizenkét szezonon keresztül szerepelt. 301 mérkőzésen lépett pályára és 131 alkalommal volt eredményes. Négyszeres bolgár bajnok és ötszörös bolgár kupagyőztes.
Az európai kupasorozatokban szerzett 22 góljával a harmadik legeredményesebb bolgár labdarúgó Hriszto Sztoicskov és Dimitar Berbatov után. 1977-ben az év labdarúgójának választották Bulgáriában.

### A válogatottban
1971 és 1979 között 44 alkalommal szerepelt a bolgár válogatottban és 13 gólt szerzett. Részt vett az 1974-es világbajnokságon.

## Sikerei, díjai
Levszki Szofija
- Bolgár bajnok (4): 1969–70, 1973–74, 1976–77, 1978–79
- Bolgár kupa (5): 1969–70, 1970–71, 1975–76, 1976–77, 1978–79

Egyéni
- A bolgár bajnokság gólkirálya (2): 1975–76 (18 gól), 1976–77 (20 gól)
- Az év bolgár labdarúgója (1): 1977